# Сполучені Штати Великої Австрії

Етнічна мапа Австро-Угорщини, початок ХХ століття

Сполучені Штати Великої Австрії (нім. Vereinigte Staaten von Groß-Österreich) — проєкт реформування Австро-Угорщини, розроблений групою вчених із оточення австрійського ерцгерцоґа Франца Фердинанда, який так і не був утілений у життя. Цю пропозицію висловив в 1906 році юрист та політик, етнічний румун Аурел Попович (рум. Aurel Popovici).

## Історія

Запропонована карта Сполучених Штатів Великої Австрії

На початку XX століття перед Австро-Угорською монархією почала все гостріше виявлятися найбільша проблема держави: із 11 різних етнічних груп тільки дві — німці та угорці (які разом становили лише 44% від загальної кількості населення) мали політичну владу в державі. Інші народності — українці, поляки, чехи, румуни, хорвати, словаки, серби, словенці та італійці взагалі не мали офіційних політичних прав у імперії. Тільки хорвати та серби мали обмежену автономію в рамках Королівства Хорватії та Славонії.
У 1867 році Австрійську імперію було поділено на два королівства — Цислейтанію, де домінували німці, та Транслейтанію — де влада належала угорцям. До початку XX століття стало явним те, що такий державний організм, де дві нації домінують на дев'ятьма в принципі нежиттєздатний, що підтверджувалось численними терористичними актами, повстаннями, демонстраціями та заворушеннями.
Франц Фердинанд планував радикально перекроїти карту Австро-Угорської імперії, створивши напівавтономні штати, кожен з яких би представляв одну з 11 націй імперії. Разом вони мали б утворити велику федерацію — Сполучені Штати Великої Австрії. Таким чином він хотів виправити дисбаланс політичного впливу в імперії. Цей проєкт отримав сильну опозицію з боку угорської частини імперії, оскільки за результатами планованих реформ Угорське королівство суттєво втрачало території та населення.
В 1914 році ерцгерцоґа було вбито в Сараєві, що стало приводом до розв'язання Першої світової війни, у підсумку якої Австро-Угорська імперія перестала існувати, а її територію було поділено між новоутвореними на її теренах національними державами та країнами Антанти.

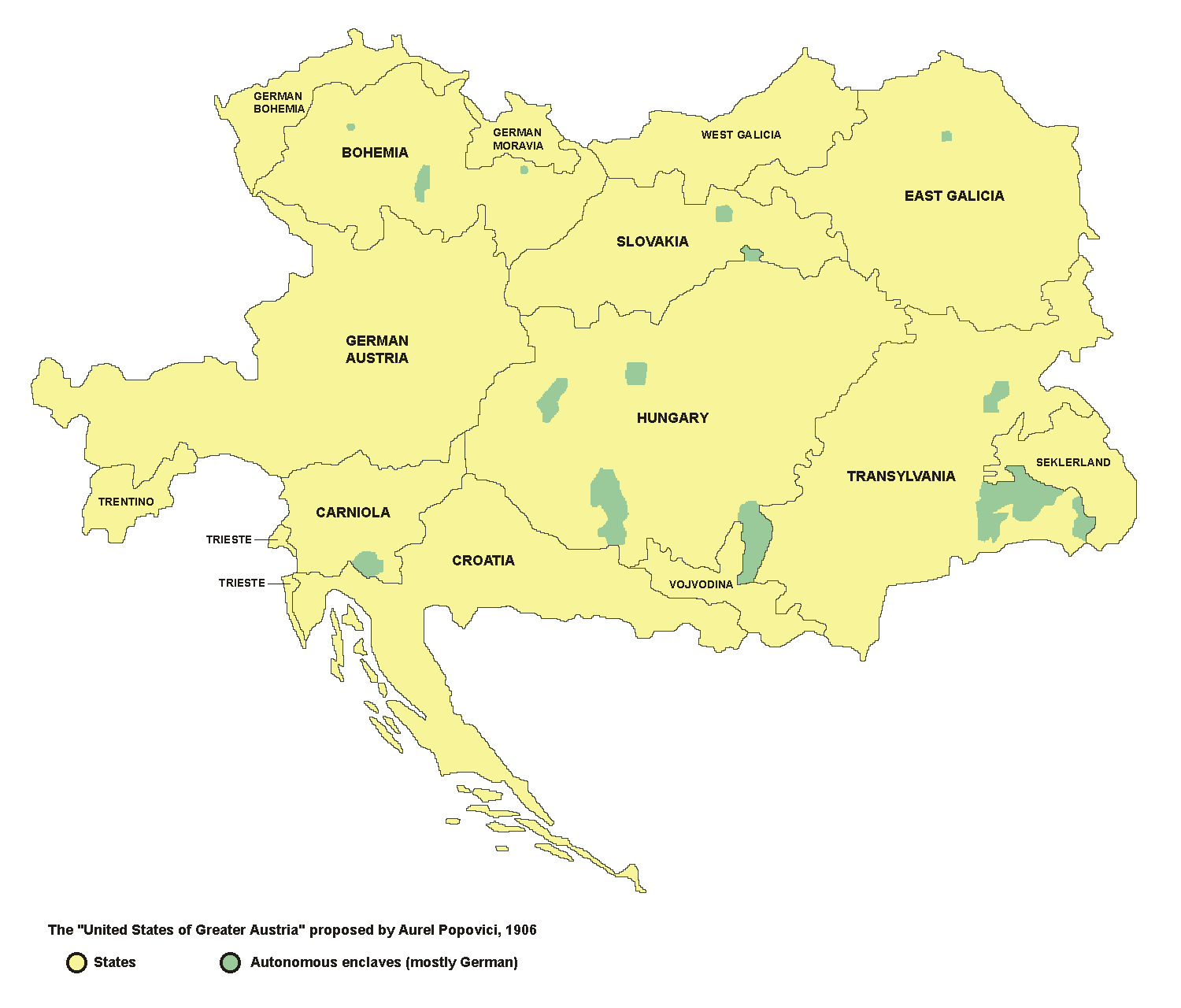
Мапа пропонованих Сполучених Штатів Великої Австрії, 1906

## Штати за проєктом реформи
Сама ідея реформування Австро-Угорщини у федеративну Дунайську монархію була висловлена угорським революціонером Лайошем Кошутом. Згідно з реформою мали стати автономними такі території:
1. Deutsch-Österreich — Німецька Австрія, німці
2. Deutsch-Böhmen — Німецька Богемія, німці
3. Deutsch-Mähren — Німецька Моравія, німці
4. Böhmen — Богемія, чехи
5. Slowakenland — Словаччина, словаки
6. West-Galizien — Західна Галичина, поляки
7. Ost-Galizien — Східна Галичина, українці
8. Ungarn — Угорщина, мадяри
9. Seklerland — Шеклерлянд, мадяри, мадяри-секеї
10. Siebenbürgen — Семигороддя, Буковина, румуни
11. Trento — Трентіно, італійці
12. Triest — Трієст, італійці
13. Krain — Крайна, словенці
14. Kroatien — Хорватія, хорвати та серби
15. Woiwodina — Воєводина, серби

До того ж, у проєкті реформи було передбачено створення автономних районів в німецьких анклавах на території ненімецьких штатів та польського анклаву у Львові.